# بليك
بليك (1740 بإنجلترا في المملكة المتحدة - ) (بالإنجليزية: Blake)‏ هو لاعب كريكت بريطاني.